# キャメリアタワー川口
キャメリアタワー川口（キャメリアタワーかわぐち）は、埼玉県川口市に所在する高層マンションである。

## 概要
川口市民病院（現川口市立医療センター）の移転新築が決まり、大きな市有地の発生が予定されたことから再開発の機運が高まり、川口本町4丁目地区第一種市街地再開発事業として建設された。公共施設として中央ふれあい館も併設されている。愛称であるキャメリアは一般公募により名づけられた。また、隣接地でも再開発事業が進んでいる。

## 沿革
- 1985年（昭和60年）12月 - 勉強会として市民病院跡地を考える会が発足[3]。
- 1994年（平成6年） - 川口市民病院が移転。
- 1996年（平成8年）7月 - 準備組合設立。バブル崩壊を受け住宅を中心とした超高層ビルに設計を変更。
- 2001年（平成13年）1月 - 再開発組合設立。
- 2002年（平成14年）4月 - 着工。
- 2004年（平成16年）7月 - 竣工。

## 周辺
- 川口駅
- そごう川口店
- キャスティ